# 埃斯塔尔维耶勒
埃斯塔尔维耶勒（法語：Estarvielle，法語發音：[ɛstaʁvjɛl]）是法国上比利牛斯省的一个市镇，属于巴涅尔德比戈尔区。

## 地理
埃斯塔尔维耶勒（42°49'11"N, 0°24'55"E）面积0.82 平方千米，位于法国奧克西塔尼大區上比利牛斯省，该省份为法国西南部内陆省份，北至热尔省，西接大西洋比利牛斯省，南与西班牙接壤，东临上加龙省。
与埃斯塔尔维耶勒接壤的市镇（或旧市镇、城区）包括：卡佐-弗雷谢-阿内朗-卡莫尔、阿代尔维耶勒-普谢尔格、卢代尔维耶勒、蒙镇、卢当维耶勒。

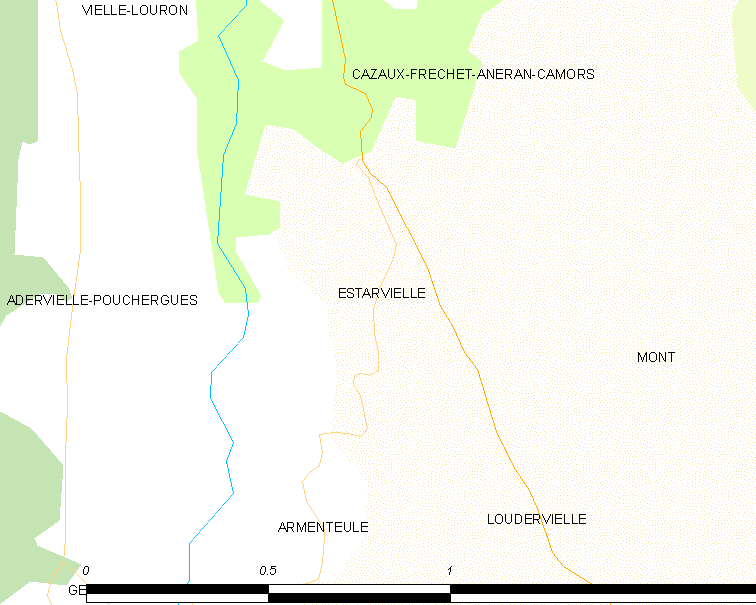
埃斯塔尔维耶勒的OSM定位图

埃斯塔尔维耶勒的时区为UTC+01:00、UTC+02:00（夏令时）。

## 行政
埃斯塔尔维耶勒的邮政编码为65240，INSEE市镇编码为65171。

## 政治
埃斯塔尔维耶勒所属的省级选区为内斯特-欧尔-卢龙县。

## 人口

1962-2008年间埃斯塔尔维耶勒人口变化图示

埃斯塔尔维耶勒于2022年1月1日时的人口数量为34人。